# Srbce (Luže)
Srbce jsou vesnice, část města Luže v okrese Chrudim. Nachází se asi tři kilometry severovýchodně od Luže. Srbce leží v katastrálním území Srbce u Luže o rozloze 2,52 km². Východně od vesnice leží přírodní památka Kusá hora.

## Pamětihodnosti
- Výšinné opevněné sídliště (hradiště)